# Ильин, Виктор Васильевич (литературовед)
Ви́ктор Васи́льевич Ильи́н (28 августа 1929 года, д. Исаковка, Починковский район, Смоленская область, РСФСР, СССР — 5 ноября 2018 года, Смоленск) — советский и российский литературовед, литературный критик, педагог, публицист. Доктор филологических наук (1984), профессор. Заслуженный работник высшей школы Российской Федерации.
Автор оригинальных исследований о творчестве Александра Твардовского, древнерусской литературе, русской критике, смоленской литературе.

## Биография
Родился в крестьянской семье. Окончил факультет русского языка и литературы Смоленского государственного педагогического института, аспирантуру — при кафедре русской литературы МГПИ им. В. И. Ленина.
В 1965 году защитил диссертацию на соискание учёной степени кандидата филологических наук по наследию Дмитрия Ивановича Писарева. В 1984 году защитил диссертацию на соискание учёной степени доктора филологических наук по теме «Проблемы типологии русской реальной критики». В 1985 году присвоено учёное звание профессора.
Профессор и заведующий кафедрой русской и зарубежной литературы (1976—1980), литературы и фольклора (с 1994) Смоленского государственного университета.
Член Союза российских писателей.

## Научная деятельность
Основная сфера интересов — история русской литературной критики, смоленская литература, биография и творчество Александра Твардовского, древнерусская литература.
Автор свыше около 400 статей, 15 монографий. Председатель оргкомитета по Твардовским чтениям, организатор ежегодных конференций «Культура и письменность славянского мира».
Под редакцией Виктора Ильина было осуществлено издание 45-томного собрания «Смоленская земля в памятниках русской словесности».

### Научные труды
- Ильин В. В. А. Т. Твардовский и Смоленская поэтическая школа // А. Т. Твардовский и русская литература. — Воронеж, 2000. — С. 12-21.
- Ильин В. В. А. Твардовский. Литературное окружение. Творческие связи. Смоленский период деятельности. — Смоленск, 1990.
- Ильин В. В. Авраамий Смоленский как проповедник и ревнитель слова Господня // Славянский вестник. — 1991. — № 8 — 9.
- Ильин В. В. Главная книга поэта // «Я вам жить завещаю»: Материалы Шестых Твардовских чтений. — Смоленск, 2011.
- Ильин В. В. Золотой пояс славянского братства. Из истории возникновения и развития славянской письменности. — Смоленск, 1991.
- Ильин В. В. Люди Древней Руси. — Смоленск, 2000.
- Ильин В. В. Не пряча глаз. А. Твардовский. Литературное окружение. Творческие связи. — Смоленск, 2000.
- Ильин В. В. Писарев и Пушкин. — Смоленск, 1972;
- Ильин В. В. Под гимны Бояна и Ригведы. Ведическое и христианское в «Слове о полку Игореве». — Смоленск, 2005.
- Ильин В. В. Под грифом секретно. А. Н. Энгельгардт, Н. В. Шелгунов, М. К. Цебрикова в ссылке на Смоленщине. — Смоленск, 2003.
- Ильин В. В. Русская реальная критика переходного периода. — Смоленск, 1975;
- Ильин В. В. "Сказать хочу. И так, как я хочу. А. Твардовский: Поэтика мужества и самостояния. — Смоленск, 2011.
- Ильин В. В. «Скольким душам был я нужен…» А. Т. Твардовский: Очерки психологии творчества. — Смоленск, 2009.
- Ильин В. В. Смоленск — слово старинное и чарующее. Из истории письменной культуры города. — Смоленск, 1992.
- Ильин В. В. Смоленские паломники и пилигримы // Вдохновение. — 1993. — № 5 — 6.
- Ильин В. В. Смоленские россыпи древнерусской литературы // Край Смоленский. — 1990. — № 2.
- Ильин В. В. Художественное самосознание России. Литературная критика вчера, сегодня и завтра. — Смоленск, 2010.
- Ильин В. В. Художественное слово Древней Руси. — Смоленск, 2006.
- Ильин В. В. Шестокрыльцы Ростиславова гнезда в «Слове о полку Игореве» и русские летописи // Литература Древней Руси. — М., 1978. — Вып. 2.
- Ильин В. В. Эпистолярное искусство Климента Смолятича // Смоленские епархиальные ведомости. — 1990. — № 3.

## Семья
Жена — Надежда Викторовна Зимницкая. Сын — врач Сергей Ильин.

## Награды
Виктор Ильин был отмечен знаком «Отличник народного просвещения РСФСР» (1959), Орденом Дружбы (2000), грамотой Министерства просвещения РФ (2002), памятными медалями «100-летие А. Т. Твардовского» и «Юбилей Всенародного Подвига 1613—2013», а также медалью в честь Смоленской иконы Божией Матери «Одигитрия» I степени. Также удостоен звания «Заслуженный работник высшей школы Российской Федерации».
Лауреат литературной премии им. А. Т. Твардовского (2001).